# Anomeer
Een anomeer is een stereo-isomeer van een koolhydraat in de ringvorm waar het enige verschil tussen de twee anomeren zit in de configuratie van het hemiacetaal of hemiketaal (de hydroxylgroep op het anomere koolstofatoom). Een voorbeeld zijn de twee anomeren van glucose:
|             |             |
| α-D-glucose | β-D-glucose |

De beide anomeren, die α- en β-glucose genoemd worden, verschillen in de configuratie van de hydroxylgroep op het anomere koolstofatoom. Bij het α-anomeer staat de CH2OH-groep trans ten opzichte van de OH-groep op het anomere koolstofatoom, terwijl bij het β-anomeer een cis-oriëntatie aanwezig is.

## Anomerisatie en mutarotatie
De overgang tussen twee anomere vormen wordt anomerisatie genoemd. Deze overgang grijpt plaats door een mechanisme waarbij de open ketenvorm van de suiker betrokken is. Dit proces kan gestuurd worden door zowel de toevoeging van een zuur als van een base.

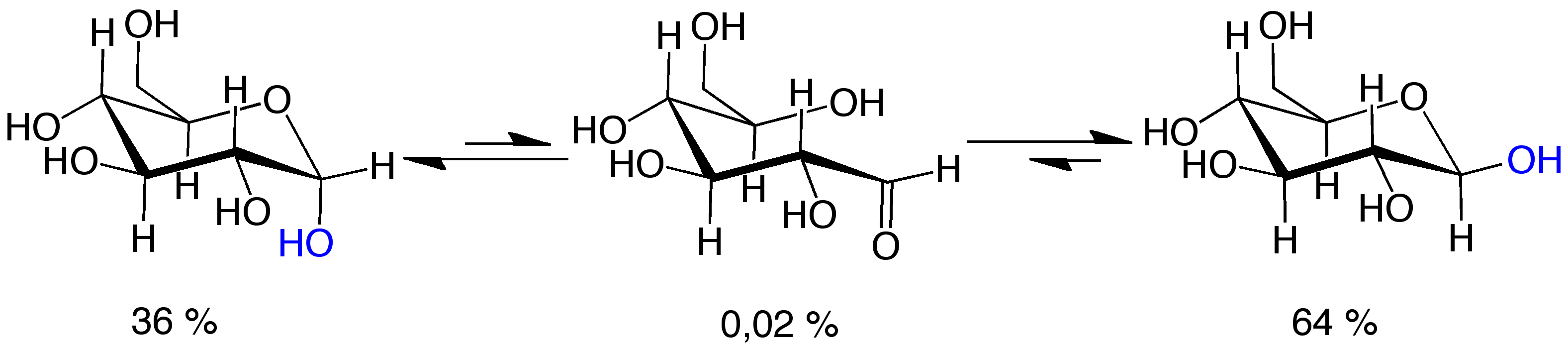
Anomerisatie van D-glucose in water.

Aangezien suikers chiraal en dus optisch actief zijn, zal tijdens de anomerisatie een verandering optreden van de optische draaiingshoek; dit fenomeen wordt mutarotatie genoemd. Anomerisatie (en mutarotatie) van monosachariden is normaal gesproken redelijk snel in water, en daarom is het onmogelijk om een zuivere oplossing van een van beide anomeren te bereiden. De uiteindelijke fracties aan beide anomeren wordt bepaald door het type suiker: in het geval van glucose wordt een mengsel gevormd dat voor 36% bestaat uit het α- en voor 64% uit het β-anomeer. De hoeveelheidsverhouding is hier toe te schrijven aan de grotere stabiliteit van de equatoriale hydroxylgroep in het β-anomeer.
Wanneer het hemiacetaal betrokken is in een glycosidebinding is mutarotatie uitgesloten, aangezien dan sprake is van een acetaal.